# Swalecliffe
Swalecliffe – wieś w Anglii, w hrabstwie Kent, w dystrykcie Canterbury. Leży 10 km na północ od miasta Canterbury i 85 km na wschód od centrum Londynu.